# Bernie Marsden
Bernard John „Bernie“ Marsden (7. května 1951, Buckingham, Buckinghamshire, Anglie – 24. srpna 2023) byl anglický rockový kytarista, hrál s Glenn Cornick's Wild Turkey v roce 1974, Babe Ruth, (1975–76), Paice, Ashton & Lord (1977), Whitesnake a další.
Zemřel 24. srpna 2023 ve věku 72 let.

## Diskografie

### UFO
- 1973 Give Her The Gun (singl)
- 1993 The Decca Years

### Cozy Powell's Hammer
- 1974 Na Na Na (singl)

### Wild Turkey
- 1974 Don't Dare To Forget

### Babe Ruth
- 1975 Stealin' Home
- 1976 Kid's Stuff

### Paice, Ashton & Lord
- 1977 Malice in Wonderland
- 1993 BBC Radio 1 Live In Concert '77
- 2007 Live In London '77 (DVD)

### Whitesnake
- 1978 Snakebite
- 1978 Trouble
- 1979 Lovehunter
- 1980 Ready An' Willing
- 1980 Live...In The Heart Of The City
- 1981 Come an' Get It
- 1982 Saints & Sinners
- 2003 The Silver Anniversary Collection
- 2004 The Early Years
- 2008 30th Anniversary Collection

### Alaska
- 1984 – Heart Of The Storm (as Bernie Marsden's Alaska)
- 1985 – The Pack
- 1986 – Alive (VHS)
- 2002 – Live Baked Alaska
- 2003 – Anthology 1

### The Snakes, Company Of Snakes & M3
- 1998 – Once Bitten (Japan)
- 1998 – Live in Europe
- 2001 – Here They Go Again
- 2002 – Burst The Bubble
- 2005 – Classic Snake Live
- 2005 – Rough An' Ready (CD)
- 2007 – Rough An' Ready (DVD)

### Solo
- 1979 – And About Time Too! (reissue: 2000)
- 1980 – Look At Me Now (reissue: 2000)
- 1992 – The Friday Rock Show Sessions '81
- 1992 – Never Turn Your Back on the Blues (live album, with Micky Moody)
- 1994 – Live In Hell – Unplugged (live album, with Micky Moody)
- 1994 – The Time Is Right For Live
- 1994 – Real Faith (with Micky Moody)
- 1995 – Tribute to Peter Green: Green and Blues
- 2000 – The Night The Guitars Came To Play (with Micky Moody)
- 2001 – Ozone Friendly (with Micky Moody)
- 2005 – Stacks
- 2006 – Blues 'N' Scales: a Snakeman's Odyssey 1970–2004 (kompilace)
- 2007 – Big Boy Blues|Big Boy Blue... Live' (live album)
- 2008 – Radioland – CD Sampler of the Live Show
- 2009 – Bernie Plays Rory (live album)
- 2009 – Going To My Hometown (live album)